# 중국공산당 중앙위원회 총서기
중국공산당 중앙위원회 총서기(중국어 간체자: 中国共产党中央委员会总书记, 정체자: 中國共産黨中央委員會總書記, 병음: Zhōngguó Gòngchǎndǎng Zhōngyāng Wěiyuánhuì Zǒngshūjì)는 중국공산당의 당수를 일컫는다. 사실상 중화인민공화국의 최고권력자이며, 현재의 총서기는 시진핑이다.

## 개요
중국공산당 중앙위원회를 대표하며 총서기는 1명이다. 중국공산당 중앙정치국과 중국공산당 중앙정치국 상무위원회를 소집하여 중국공산당 중앙서기처의 활동을 주재한다. 직무상, 중국공산당의 최고지도자라고 할 수 있다.
중국공산당의 최고 지도자의 정식명칭은 역사상 여러 번이나 변경되었다.
- 제1차 중국공산당 전국대표대회에서는 중앙국 서기.
- 제2차, 제3차 대회에서는 중앙집행위원회 위원장.
- 제4차 대회에서는 중앙집행위원회 총서기.
- 제5차, 제6차 대회에서는 중앙위원회 총서기. (제6차 대회에서는 중앙위원회 주석이었다'라는 설도 있다.)
- 1943년 3월 20일부터 1982년 제12회 대회까지는 중앙위원회 주석.
- 제12차 대회 이후 - "중국공산당 중앙위원회 총서기", 약칭은 "중공 중앙 총서기" 또는 "중국공산당 총서기", "중공 총서기"이다.
- 제8차 대회와 제12차 대회에서도 "총서기"는 있었지만, 중앙서기처의 일상업무 처리가 주된 일로 당의 최고지도자는 아니었다.

1949년에 중화인민공화국이 수립되고서 중화인민공화국의 정치체제 아래에서는, 중국공산당의 최고 지도자가 중화인민공화국의 최고 지도자였다. 덩샤오핑도 일찍이 총서기였던 적이 있었지만 그때의 최고지도자는 "중국공산당 중앙 주석"이었던 마오쩌둥이었다.

## 역대 총서기
| 기수 | 사진                            | 이름                              | 직함                            | 임기                              | 비고                      |
| ---- | ------------------------------- | --------------------------------- | ------------------------------- | --------------------------------- | ------------------------- |
| 1    |                                 | 천두슈                            | 중앙국 서기                     | 1921년 7월 1일~1922년 7월 16일    |                           |
| 2    | 중앙집행위원회 위원장           | 천두슈                            | 1922년 7월 16일~1923년 6월 12일 |                                   |                           |
| 3    | 중앙집행위원회 위원장           | 천두슈                            | 1923년 6월 12일~1925년 1월 11일 |                                   |                           |
| 4    | 중앙집행위원회 위원장           | 천두슈                            | 1925년 1월 11일~1927년 4월 27일 |                                   |                           |
| 5    | 중앙위원회 총서기               | 천두슈                            | 1927년 4월 27일~1927년 8월 7일  | 4.12 사건과 난창 폭동 실패로 실각 |                           |
| 임시 |                                 | 취추바이                          | 임시 중앙위원회 총서기          | 1927년 8월 7일~1928년 6월 18일    |                           |
| 6    |                                 | 샹중파                            | 중앙위원회 총서기               | 1928년 6월 18일~1934년 1월 15일   | 실권은 리리싼→왕밍 등에게 |
| 임시 |                                 | 왕밍                              | 중앙위원회 총서기 대리          | 1931년 6월~1931년 9월             |                           |
| 7    |                                 | 보구                              | 중앙위원회 총서기               | 1934년 1월 15일~1935년 1월 15일   |                           |
| 8    |                                 | 장원톈                            | 중앙위원회 총서기               | 1935년 1월 15일~1945년 4월 23일   | 실권자는 마오쩌둥         |
| 9    |                                 | 마오쩌둥                          | 중앙위원회 주석                 | 1945년 6월 19일~1956년 9월 28일   |                           |
| 10   | 1956년 9월 28일~1969년 4월 28일 | 마오쩌둥                          | 중앙위원회 주석                 |                                   |                           |
| 11   | 1969년 4월 28일~1973년 8월 30일 | 마오쩌둥                          | 중앙위원회 주석                 |                                   |                           |
| 12   | 1973년 8월 30일~1976년 9월 9일  | 마오쩌둥                          | 중앙위원회 주석                 | 사망                              |                           |
| 임시 |                                 | 화궈펑                            | 중앙위원회 주석                 | 1976년 10월 7일~1977년 7월 16일   | 승계                      |
| 13   | 1977년 7월 16일~1977년 8월 19일 | 화궈펑                            | 중앙위원회 주석                 |                                   |                           |
| 14   | 1977년 8월 19일~1981년 6월 27일 | 화궈펑                            | 중앙위원회 주석                 |                                   |                           |
| 15   |                                 | 후야오방                          | 중앙위원회 주석                 | 1981년 6월 27일~1982년 9월 11일   | 실권자는 덩샤오핑         |
| 16   | 중앙위원회 총서기               | 후야오방                          | 1982년 9월 12일~1987년 1월 15일 | 다당제 주장으로 실각              |                           |
| 임시 | 중앙위원회 총서기               |                                   | 자오쯔양                        | 1987년 1월 16일~1987년 11월 2일   | 실권자는 덩샤오핑         |
| 17   | 중앙위원회 총서기               | 1987년 11월 2일~1989년 6월 23일   | 자오쯔양                        | 천안문 항쟁 동조로 실각           |                           |
| 18   | 중앙위원회 총서기               |                                   | 장쩌민                          | 1989년 6월 23일~1992년 10월 19일  | 실권자는 덩샤오핑         |
| 19   | 중앙위원회 총서기               | 1992년 10월 19일~1997년 9월 19일  | 장쩌민                          |                                   | 실권자는 덩샤오핑         |
| 20   | 중앙위원회 총서기               | 1997년 9월 19일~2002년 11월 15일  | 장쩌민                          |                                   |                           |
| 21   | 중앙위원회 총서기               |                                   | 후진타오                        | 2002년 11월 15일~2007년 10월 22일 |                           |
| 22   | 중앙위원회 총서기               | 2007년 10월 22일~2012년 11월 15일 | 후진타오                        |                                   |                           |
| 23   | 중앙위원회 총서기               | Xi Jinping 2019                   | 시진핑                          | 2012년 11월 15일~2017년 10월 25일 |                           |
| 24   | 중앙위원회 총서기               | Xi Jinping 2019                   | 시진핑                          | 2017년 10월 25일~2022년 10월 23일 |                           |
| 25   | 중앙위원회 총서기               | Xi Jinping 2019                   | 시진핑                          | 2022년 10월 23일~                 |                           |

## 같이 보기
- 중국공산당